# Лох-Лінне
Лох-Лінне (англ. Loch Linnhe, шотл. гел. An Linne Dhubh) — фіорд у західній частині Шотландії. Розташований в області Гайленд. Має кілька відгалужень: Лох-Креран, Лох-Левен,  Лох-Іл тощо. Біля входу у затоку декілька островів, найбільший з яких Лісмор.
Назва Linnhe походить від гельського слова linne, що означає «басейн».
Найбільшим населеним пунктом на берегах затоки є Форт-Вільям. У ньому починається Каледонський канал, що сполучає Лох-Лінне з озером Лох-Несс і далі з Інвернессом на березі затоки Морі-Ферт.
Береги урвисті, всього в декількох кілометрах від берега розташована найвища вершина Великої Британії — Бен-Невіс.
Лох-Лінне розташоване по лінії розлому Грейт-Глен і є єдиним фіордом уздовж розлому. Близько 50 км завдовжки, фіорд впадає у Ферт-оф-Лорн на південному західному кінці.